# Ciblage comportemental
Le ciblage comportemental est une technique de ciblage, de marketing comportemental, et de plus en plus de marketing d'influence, consistant à personnaliser les contenus (articles textuels, produits, publicités), en fonction du comportement des internautes et de l'identification de leurs centres d'intérêt.
Le logiciel AdWords de Google en est l'un des exemples les plus connus. Mais on peut aussi citer « Beacon », l'ancien système de ciblage comportemental de Facebook, qui a de son côté défrayé la chronique en annonçant la commercialisation du profil de ses membres à des annonceurs.
Après avec de premiers votes (ex : Brexit au Royaume-Uni) et élections (ex : Donald Trump) remportées dans l'histoire grâce au vol de données personnelles (dans Facebook) puis à l'utilisation de propagande et d'infox (fake news) distillées par des robots numériques, des trolls, voire des usines à trolls, certains chercheurs et prospectivistes craignent que l'intégration de l'IA dans le criblage comportemental n'aboutisse rapidement au développement de « Bad Bots » capable de manipuler à grande échelle l'opinion publique, avec des effets très négatifs sur la démocratie.

## Définition
De manière générale, l'expression Ciblage comportemental est la traduction française du terme anglais « Behavioral Targeting », souvent employé sous l'abréviation « BT ».
Ce terme désigne l'ensemble des méthodes, technologies et des outils permettant d'afficher des publicités, des contenus (textes, images, vidéos...) à visées commerciales, sociales, politiques, idéologiques ou religieuses, ou des vignettes de produits, ou des services de commerce en ligne en adéquation avec le comportement d'un internaute, d'une IP d'ordinateur (cookies). Le ciblage comportemental se développe notamment sur Internet et via la téléphonie mobile, mais aussi dans les systèmes de ciblage par courrier.
Cette technique publicitaire consiste donc à employer des éléments comportementaux, notamment l'historique des pages visitées, les recherches effectuées sur les sites, les produits mis en panier et/ou achetés en ligne, le clic sur bannière publicitaire, les taux de transformation, etc. pour déterminer avec précision les centres d'intérêt d'un internaute ou d'un mobinaute.

## Origine et histoire
Le ciblage comportemental est depuis longtemps utilisé par la publicité. Il est passé des traditionnels ciblages socioculturels et démographique, à l'ajout de la géolocalisation en temps réel et au ciblage contextuel pour offrir dans les années 2000-2010 une publicité ciblée comportementale.
Internet est un média dans lequel chaque utilisateur choisit (ou croit choisir) le contenu qu'il souhaite consulter, ce qui induit une fragmentation de l'audience et donc une problématique de « media planning » spécifique.
Dès 1996, les pages web ont été employées pour diffuser des campagnes publicitaires d'annonceurs ou de la propagande politique, en fonction du trafic et donc du nombre d'affichages.
À partir des années 2000, la publicité contextuelle a fait son apparition, alors qu'explosait le nombre de sites supports de publicités et le nombre d'annonceurs présents sur Internet.
Ces publicités ont d'abord été fonction du contenu texte de la page sur laquelle elles sont affichées.
Le ciblage comportemental a été l'étape suivante, encore en évolution. Basé sur les techniques parfois très poussées de profilage de personnes, il permet de cibler avec une précision croissante le profil des internautes susceptibles de s'intéresser à un sujet, une publicité en fonction de leurs comportements. L'analyse prédictive basée sur des algorithmes parfois dits d'intelligence artificielle prétend pouvoir afficher une publicité personnalisée avant même que l’internaute n’ait manifesté son intention d’achat.
Le reciblage publicitaire (ou retargeting) a dans les années 2010 consisté à profiter du Big Data pour aller récupérer l'internaute « abandonniste », malgré lui et souvent sans qu'il en ait conscience, afin de le ramener sur un site qu’il a quitté sans rien y acheter.
Cet « abandonniste » est reciblé par des publicités choisies en fonction de sa personnalité et sa navigation antérieure, optimisées en temps réel, et l'accompagnant de site en site jusqu’à ce qu'il fasse l'achat espéré par le vendeur.
Amazon l'utilise beaucoup (il correspondrait à 35 % de ses ventes au début des années 2010) , et Criteo prétendait ainsi pouvoir récupérer 90 % des abandonnistes en 24 heures via un réseau de 4 000 sites partenaires à cette époque, selon Maria Mercanti-Guérin, les cookies de retargeting avaient une durée de vie de 30 jours.

Parfois encore plus intrusif, le « reciblage » s'introduit chez le consommateur (ou son entourage proche) via l’e-mailing (au risque d'être perçu comme spam ; début 2014, Criteo leader du reciblage sur internet a annoncé acheter (21 millions d'euros) le leader du reciblage publicitaire par courriel Tedemis). La marque peut en outre chercher à apparaitre en tête des suggestions du moteur de recherche préféré de l'Internaute (en avril 2014, Criteo a annoncé acheter AdQuantic, startup spécialiste du marketing sur moteurs de recherche (SEM)).

Au-delà d'un certain seuil, le reciblage est perçu comme intrusif (trollage, spams) par les internautes qui adoptent alors des stratégies d'évitement (refus et suppression des cookies, désertion des sites pratiquant le reciblage.

Une étude ayant porté sur l'acceptabilité du reciblage, faite auprès de 200 consommateurs a montré que l’image de la marque et l’envie de revenir sur le site pouvait pâtir d'un excès de cette pratique,.
La dernière étape de cette approche est l'influence du comportement de l'internaute, via les réseaux sociaux notamment et certains influenceurs numériques, et via des algorithmes de profilage de personnes et de ciblage individuel, des bots, et parfois la diffusion de fausses informations, d'images trompeuses ou détournées, et de messages manipulateurs). Ces techniques offrent un poids artificiellement important à des messages délivrés par des lobbies industriel, politique ou religieux.
Cette influence numérique permet d'une part de créer l'illusion que certaines idées (politiques, sociales, religieuses...) d'un groupe sont très présentes ou populaires et ainsi influencer l'adoption de ces idées par d'autres ou un refus de ces idées si elles sont présentées comme "repoussantes".
Cette méthode fut largement utilisée par le mouvement d'extrême droite allemand Reconquista Germanica lors des élections fédérales allemandes de 2017. Plus récemment les scandales liés au vol de millions de données personnelles sur Facebook par Cambridge Analytica ou AggregateIQ pour ensuite construire et envoyer des messages de propagande ciblée en fonction du profil psychologique de l'internaute ont montré que ces techniques et des logiciels et plates-formes spécialisées ont été par exemple massivement utilisés pour manipuler l'opinion publique et frauduleusement favoriser le vote pour le Brexit et pour Donald Trump.

## Objectifs et limites dans la publicité
Le ciblage comportemental permet d'afficher des publicités relatives aux centres d'intérêt des internautes. Ainsi un internaute qui consulte régulièrement des sites de golf se verra offrir des publicités relatives à sa passion.
L'avantage pour l'annonceur est qu'il pourra diffuser avec précision ses publicités à des internautes qu'elles intéressent, indépendamment du site sur lequel ils se trouvent. Ainsi, notre golfeur se verra proposer une publicité pour des clubs de dernière technologie, sur les sites ou applications qu'il consulte ; et plus uniquement sur un site qui traite du golf. L'annonceur augmente ainsi son taux de conversion.
L'avantage pour l'internaute est qu'il ne sera pas inondé de publicités sans relation avec ses attentes mais au contraire qui correspondront à ses centres d'intérêt.
Enfin, l'avantage pour l'éditeur du site ou de l'application mobile est une meilleure rémunération de ses espaces publicitaires. En effet, les publicités ciblées sont vendues beaucoup plus cher aux annonceurs que les publicités classiques.
Technologies
Il existe deux types d'approches technologiques du ciblage comportemental.
Le Profiling (Profilage)
Le profiling (profilage) consiste à utiliser les données comportementales recueillies pour cibler l'affichage de campagnes de publicité d'annonceurs. Il s'agit donc d'afficher à un internaute une publicité créée en amont en fonction de son profil.
Cette technique peut être employée pour optimiser l'ensemble des campagnes de publicité en ligne.
La recommandation personnalisée
La recommandation personnalisée utilise les données comportementales de l'internaute, pour personnaliser en temps réel le contenu des publicités. Dans ce cas, chaque publicité propose une offre de produits unique et spécifique à l'internaute.
Cette technique s'adresse aux annonceurs disposant d'une base de données en ligne de produits et en particulier aux e-marchands.

### Limites
Pour être efficace, la publicité doit rester au goût des consommateurs et tenir compte de ses perceptions positives et négatives. Or, avec le prétexte de permettre la gratuité apparente d'une grande partie de l'internet, elle a pris un caractère omniprésent et de plus en plus intrusif, et le ciblage comportemental s'est adjoint des techniques basées sur la psychologie vivant aussi à modifier le comportement de l'internaute ou l'usager d'un smartphone, qui finit par se sentir non seulement constamment épié, mais aussi manipulé.
Elle doit aussi influencer tout en restant dans le domaine de la légalité (ainsi Facebook a été condamné en juillet 2013 à verser 20 millions de dollars de dommages et intérêts à des membres pour un modèle de publicité hybride utilisant les préférences-utilisateurs pour faire la promotion de certaines marques).

## Objectifs dans les sites internet de contenus
Le ciblage comportemental peut également être utilisé sur des sites ou applications mobiles de contenus (articles, actualités, événements...) pour personnaliser les articles aux centres d’intérêt des visiteurs. Les objectifs poursuivis sont d'une part de satisfaire les attentes des internautes en délivrant de l'information plus en adéquation à leurs attentes, et d'autre part d'augmenter les interactions (visites de plusieurs pages) au sein des sites.
Des solutions de gestion de contenu (solutions de gestion de sites web) intègrent le ciblage comportemental à l'aide de segmentation des utilisateurs connectés (Hippo cms, Umbraco) ou en automatique pour tous les internautes (Rubedo).

## Problèmes soulevés par le ciblage comportemental
Problèmes éthiques : en 2009, le ciblage comportemental était selon un sondage de CoreMetrix (société éditrice de solutions d'optimisation du marketing numérique et de la vente en ligne, et pouvant donc être considérée comme « juge et partie ») jugé « dangereux » par 51 % des annonceurs... mais seulement par 24 % des consommateurs interrogés qui souvent ne sont que peu conscient du fait qu'ils sont « ciblés » .

Les problèmes éthiques posés par le ciblage comportemental sont notamment : 
- l'intrusion dans la vie privée, avec la collecte et éventuelle mémorisation d'informations comportementales et permettant de suivre un individu dans l'espace et dans le temps. Weborama a par exemple innové avec une analyse du « contenu lexical des 200 000 sites» de son réseau visités par les internautes, « suivis grâce aux cookies ». « On affecte ensuite à ces derniers des «clusters», c'est-à-dire des groupes de mots correspondant à leur comportement à un moment donné. Et on leur adresse ensuite des publicités en lien avec ce comportement.» [12]
- intrusion dans les courriers électroniques privés ou professionnels (Dès 2007 chez Gmail de Google qui inclut des publicités en rapport avec le contenu du mail reçu, avec une « lecture automatisée » [13],[14]), le service de messagerie de Yahoo! utilise quant à lui Blue Lithium qu'il a racheté en 2007[14];
- la vente, revente ou utilisation par des tiers de données privées ;
- l'utilisation de systèmes de mouchards discrets et de cookies non déclarés ou simplement non désirés par l'internaute, bien au-delà du simple ciblage d'audience qui ne donnerait que le nombre de lecteurs d'un site, la durée de consultation, etc.

les spams ;
- Nouveaux outils de marketing d'influence, via l'orientation des choix individuels par le marketing comportemental en plus du ciblage sociodémographique (selon âge, sexe, géolocalisation par l'IP (par exemple « des logos représentant l'emplacement des concessionnaires Nissan ont ainsi été ajoutés sur les cartes proposées par Mappy » [14])
- le risque accru de manipulation de groupes et de personnes vulnérables (dont les enfants, personnes âgées, handicapés mentaux, personnes endettées ou en détresse psychologique).

Ces questions sont notamment posées par des universitaires, et parfois prises en compte par certains gouvernements. 
Par exemple ;
- En 2008, des universitaires canadiens de l'Université d'Ottawa (Canadian Internet Policy and Public Interest Clinic) ont récemment demandé au Commissaire des questions de vie privée du Canada de conduire une enquête sur le 'profiling' des utilisateurs sur Internet pour une utilisation de ciblage publicitaire[15], alors que les publicitaires arguent que le ciblage serait un moyen de moins « polluer le surf de l'internaute d'offres inappropriées »[14] qui estime qu'en 2009 « Aux États-Unis, environ 20 % des campagnes utiliseraient déjà ce type de ciblage, contre environ 10 % en France (...) » [14].
- En 2009, la Commission européenne (via le commissaire Meglena Kouneva) a aussi adressé cette question de données personnelles, et en particulier regarder les aspects de renforcement législatifs[16].

En 2018 (décembre), une journaliste au Washington Post, Gillian Brockell, dénonce le ciblage comportemental, qui l'a personnellement affectée. Elle s'insurge contre les publicités qu'elle reçoit sur les réseaux sociaux ou sur le web en lien avec sa grossesse, alors qu'elle a accouché d'un enfant mort-né. Elle écrit une lettre ouverte aux entreprises du numérique pour dénoncer le manque de respect et les problèmes éthiques du ciblage comportemental.

### Controverses
Des amendes records ont été imposées à Facebook dans plusieurs pays à la suite du scandale impliquant la firme Cambridge Analytica, la plus importante (États-Unis) atteint 5 milliards de dollars américains. Ces montants historiques sont un signe que plusieurs États ajustent leurs politiques de régulations concernant l’usage et de la protection des données des consommateurs récoltées par les géants du web à des fins de ciblage comportemental.
Google et Apple ont décidé de ne plus partager les données personnelles qu’ils enregistrent. Cela implique la fin des cookies tiers d’ici 2024, selon leurs représentants. Ceux-ci permettent actuellement aux entreprises de récolter les données comportementales des utilisateurs lorsqu’ils interagissent avec leurs sites et donc de faire du ciblage pour leurs publicités . Le nouveau système de Google prévoit que l’internaute ait lui-même le contrôle sur son profil publicitaire par le biais du navigateur Chrome.Ce dernier identifiera des thèmes « représentatifs des principaux centres d’intérêt » de l’internaute « pour une semaine donnée, tels que fitness ou voyages, en fonction de l’historique de navigation ». Ces thèmes seraient « gardés en mémoire » sur l’appareil utilisé – et non sur les serveurs de Google – pour permettre de générer d’éventuelles publicités ciblées « pendant seulement trois semaines, avant qu’elles soient supprimées ».
Cela constitue un changement important dans le milieu des grandes plateformes numérique. Ces modifications pourrait favoriser l’innovation et causer un déclin  du ciblage comportemental au profit de nouvelles technologies.

## Principaux fournisseurs
Des Régies Publicitaires basées en France qui disposent de solutions à base de ciblage comportemental par profiling sont par exemple Orange, AOL, Lycos, Zefir-Web, Hi-Media, Bluelithium (racheté par Yahoo!), Allociné, Weborama, Advertising.com, Adviva (racheté par Specific Media), Adverline, Blue Media, AdMajorem et Adconion.
Les Régies Publicitaires basées au Québec et offrant le ciblage comportemental sont BV! Media (racheté par Rogers Communication Inc.), Yahoo! et AOL.
Les principaux fournisseurs de technologies pour la recommandation personnalisée publicitaire implantés en France sont Weborama Connection, Wunderloop, Criteo et 1024 Degrés.
Des outils de ciblage comportemental spécifiques ont été également développés par des plates-formes comme Facebook (la technologie Social Ads).

## Micro-ciblage
Le micro-ciblage est une variante du ciblage comportemental, qui utilise une segmentation très fine au niveau de groupes d'individus, pouvant aller jusqu'à un ciblage individuel au niveau des données de géolocalisation, de comportement, d'opinions ou de type psychologique. Les messages sont très ciblés, et leur adaptation tend à garantir une meilleure perception auprès de personnes réceptives que des messages  plus généraux diffusés largement. Le micro-ciblage a été conçu à l'origine pour le marketing, mais il est aussi tout à fait adapté aux objectifs de campagnes électorales,.

## Ciblage comportemental au cinéma et dans la littérature
- 2002 au cinéma: Minority Report (Rapport minoritaire en français) est un film de science-fiction américain réalisé par Steven Spielberg, sorti sur les écrans en 2002. Dans ce film, les individus sont soumis à des scanners rétiniens (pour la personnalisation des messages publicitaires audios par exemple).